# Prihodiște (gmina Boșorod)
Prihodiște – wieś w Rumunii, w okręgu Hunedoara, w gminie Boșorod. W 2011 roku liczyła 25 mieszkańców.